# Route nationale 141c
La route nationale 141C, ou RN 141C, est une ancienne route nationale française reliant Durtol à Ceyrat. Il s’agit d’une antenne de la route nationale 141.
À la suite de la réforme de 1972, elle a d’abord été déclassée en RD 941C.

## Historique
La route nationale 141C est un embranchement de la RN 141. Son emplacement est spécial puisqu’il n’existait pas d’axe direct de Chamalières à Ceyrat par Royat (ni entre Clermont-Ferrand et Royat). Cependant, la section de Royat à Ceyrat reprend le chemin d’intérêt commun no 133 (Ic 133).
Dans les années 1970, la RN devient RD 941C (avec effet au 1er janvier 1973) mais depuis 2006, la RD 941C a été renommée RD 944 afin de « rationaliser la numérotation de l'itinéraire Clermont-Ferrand – Limoges » (modifiant le tracé de la D 941).

## Tracé
L'ancienne route nationale 141C, puis l'actuelle route départementale 944, traverse les communes de l'ouest de l'agglomération clermontoise.
- Durtol : Rue Pasteur, Avenue de la Paix
- Clermont-Ferrand : Route de Durtol
- Chamalières : Avenue Thermale
- Royat : Boulevard Vasquez, Boulevard du Docteur Barrieu, Boulevard Bazin, Avenue Joseph-Agid
- Ceyrat : Route de Royat, Avenue Jean-Baptiste-Marrou, Rue Frédéric-Brunmurol (D 133)

### Intersections
- RD 943 (ancienne RD 941) : Sayat, Volvic
- RD 941 (ancienne RD 941A) : Orcines, Puy de Dôme
- RD 68 : Royat
- RD 5 : Circuit de Charade, Saint-Genès-Champanelle
- RD 767 : Beaumont
- Ex RN 89 : Bordeaux, Tulle

## Sites remarquables
- Chaîne des Puys
- Site de Clermont-Ferrand
- Royat : station thermale
- Circuit de Charade

## Trafic
Nord de Ceyrat (RD 944) : 5 772 véhicules par jour (moyenne 2006).

## Galerie

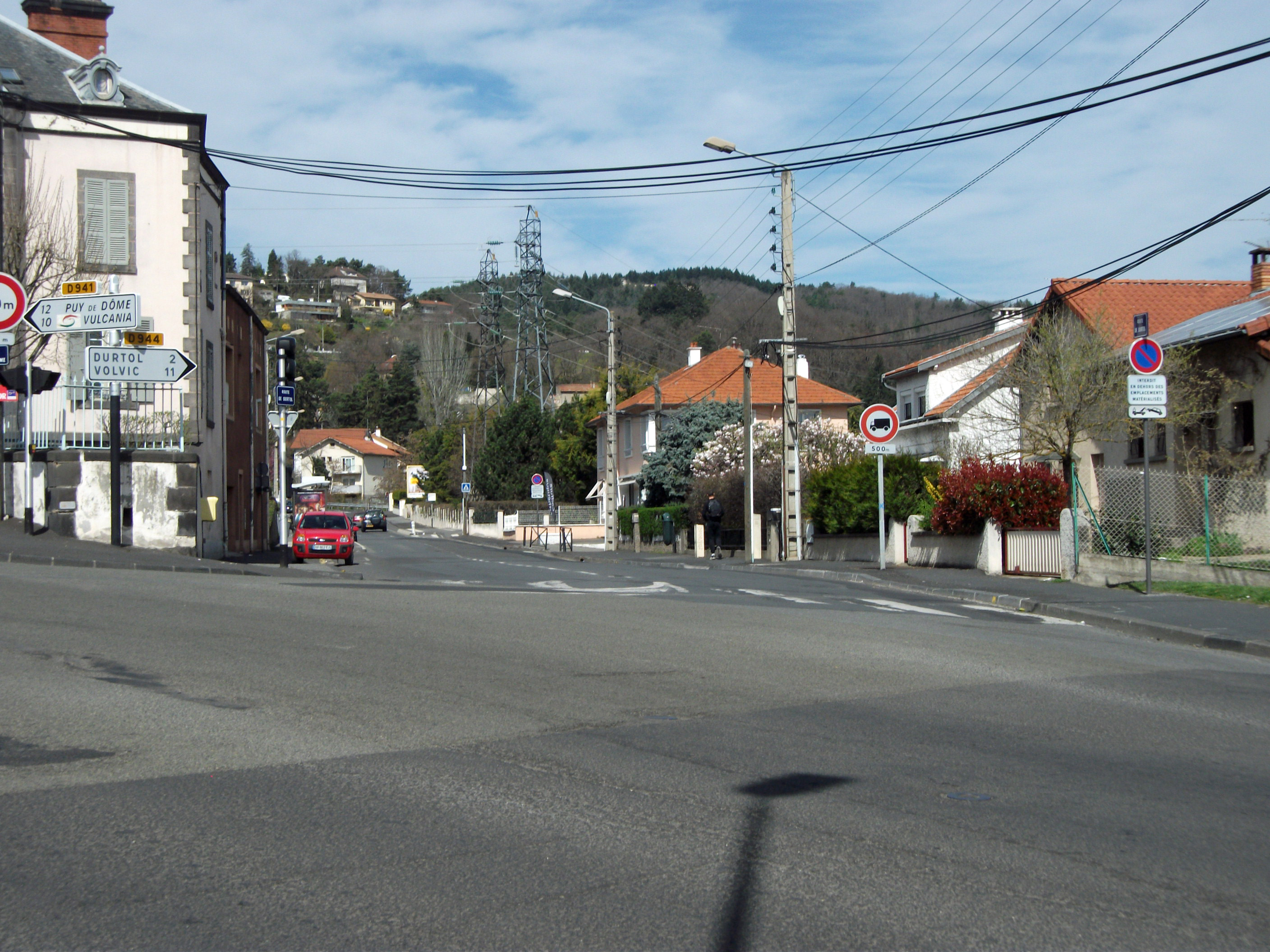
En direction de Durtol, sur les hauteurs de Clermont-Ferrand.
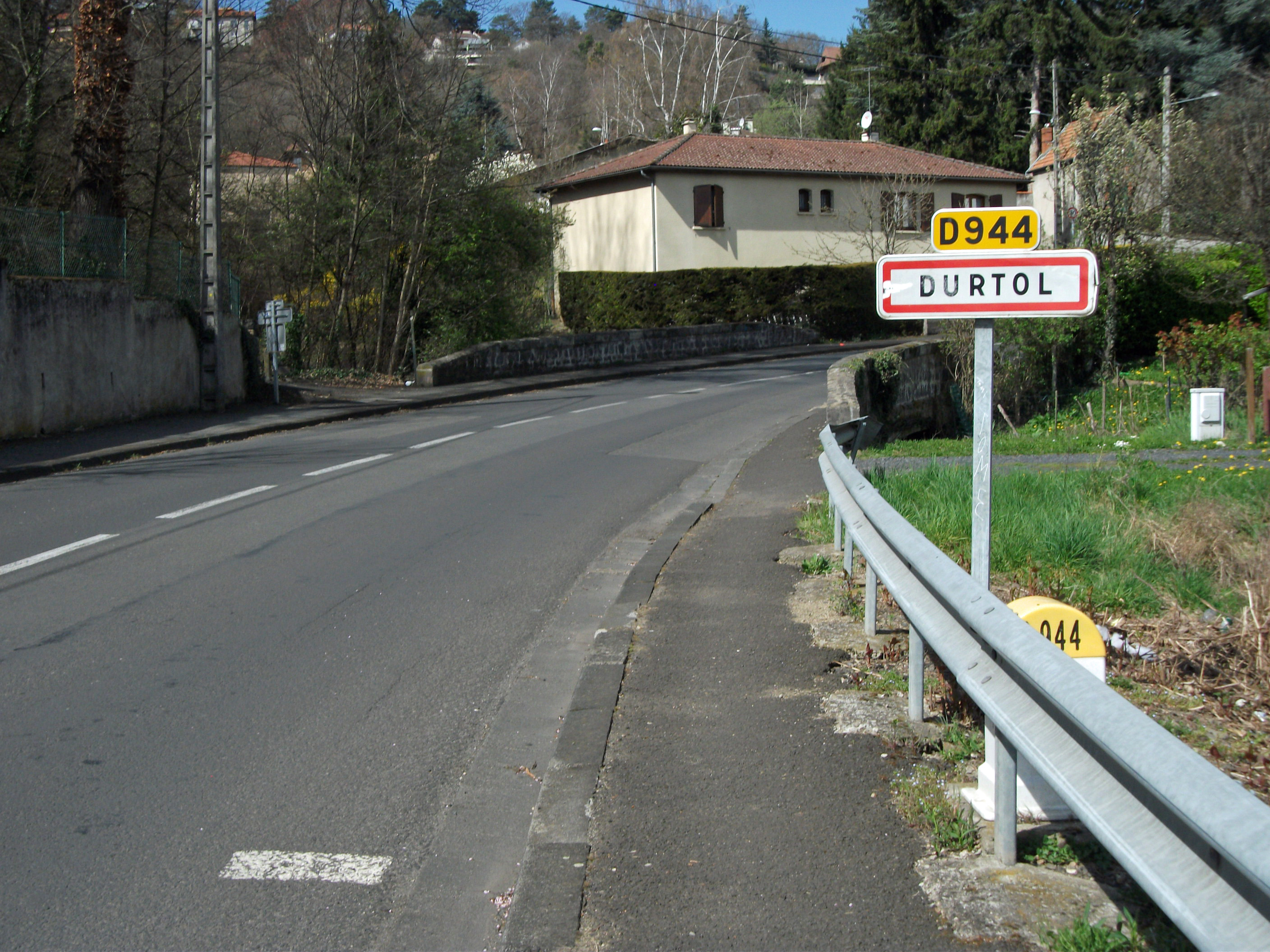
Entrée de Durtol par la D 944.